# Фатма Гирик
Фатма̀ Гирѝк (на турски: Fatma Girik) е турска филмова актриса, сценаристка, филмова продуцентка и политичка.

## Биография
Започва актьорската си кариера през 1956 г. на 14-годишна възраст с участие във филма „Yetimler Ahı“. До 2010 г. се е снимала в 199 и е продуцент на 6 филма. От 1960 г. живее с турския кинорежисьор Мемдух Юн. В България е позната от филмите „Али от Кешан“ и „Кьороглу“.
Умира на 24 януари 2022 г.

## Награди
- Двукратна носителка на наградата за най-добра актриса на турския филмов фестивал Златният портокал на Анталия през 1965 и 1967 г.
- Трикратна носителка в три поредни години на наградата за най-добра актриса на турския филмов фестивал Златният пашкул на Анталия през 1969, 1970 и 1971 г.